# The Lebanon
«The Lebanon» (рус. «Ливан») — сингл британской синтипоп-группы The Human League, изданный в 1984 году лейблом Virgin Records.
Сингл был издан в США и Великобритании задолго до выхода альбома Hysteria.

## О песне
«The Lebanon» сильно отличается от всех предыдущих песен The Human League своей структурой и текстом. Композиция была написана Филипом Оки и Джо Коллисом.
Продюсировали песню Крис Томас, Хью Пэдхам и The Human League.
Несмотря на то, что текст песни даёт множество отсылок к Гражданской войне в Ливане, он был отрицательно воспринят некоторыми критиками, которые назвали его лирику «глупой и непонятной». В 2007 году BBC 6 Music объявила номинантов мини-конкурса «Худший текст песни всех времён», среди них были и The Human League с «The Lebanon», хотя композиция по итогам голосования оказалось не самой плохой, ей досталось 9 место в списке 10 худших композиций. Тем не менее, некоторые, в частности, Стюарт Мэйсон из AllMusic, оставили положительные отзывы. Как отмечал Мэйсон, «The Lebanon» построена на гитарных риффах, а также записана в жанрах пост-панк и дэнс-рок. Песня, на его взгляд, напоминает «Israel» (1981) от Siouxsie & the Banshees. Но, для поклонников она оказалась неузнаваемой, так как многие, особенно американские фанаты, были знакомы с The Human League по «Don’t You Want Me» и Dare. Лирика «The Lebanon» не такая ужасная, как в остальных политических рок-композициях. Повествование о войне ведётся от двух лиц — местной женщины, живущей в Ливане и солдата из армии оккупантов — отметил Мэйсон.
На стороне Б сингла размещена «Thirteen», которая позже была включена в переиздание альбома Hysteria 2005 года.
Песня вошла во многие сборники, в том числе и в сборник группы 1988 года Greatest Hits.
Обложка сингла была создана в двух цветах — в зелёном и в синем, на сером фоне присутствует только надпись The Human League и само название сингла.

## Список композиций
7 Single
| №  | Название      | Длительность |
| -- | ------------- | ------------ |
| 1. | «The Lebanon» | 3:45         |
| 2. | «Thirteen»    | 4:10         |

## Участники записи
- Филип Оки[англ.] — вокал, автор песни
- Сьюзан Энн Салли[англ.] — бэк-вокал
- Джоанн Катеролл[англ.] — бэк-вокал
- Джо Коллис[англ.] — бас-гитара, автор песни
- Иэн Бёрден[англ.] — синтезатор
- Крис Томас, Хью Пэдхам — продюсеры

## Позиции в чартах
| Чарт (1984)    | Наивысшая позиция |
| -------------- | ----------------- |
| Бельгия        | 16                |
| Великобритания | 11                |
| Ирландия       | 4                 |
| Канада         | 78                |
| Нидерланды     | 18                |
| Новая Зеландия | 13                |
| США            | 64                |